# Александровский институт (Финляндия)
Алекса́ндровский институ́т (фин. Aleksanteri-instituutti, швед. Alexanderinstitutet) — крупный и наиболее авторитетный научный и аналитический центр по исследованию России и Восточной Европы, созданный в 1996 году при Хельсинкском университете в Финляндии.

## История
Институт учреждён в 1996 году при Хельсинкском университете. Название института отсылает к существовавшему до 1917 года Императорскому Александровскому университету. Ежегодно в институте ведётся до 50 научных изысканий в том числе по докторской и магистерской программам.
В январе 2012 года с целью комплексного исследования истории, экономики и политики России при институте учреждён Центр исследований России. В 2012 году в центре велись 22 исследовательских проекта.
Институт осуществляет ряд партнёрских соглашений с научными и учебными заведениями России и других стран.
При институте действует издательство «Кикимора», публикующее книги по истории, политике и экономике.

## Руководство
- Маркку Кивинен (1996—2018)
- Маркку Кангаспуро[фин.] (с 2018)